# دش باندهو گوپتا
دش باندهو گوپتا (انگلیسی: Desh Bandhu Gupta) (زاده ۱۹۳۸-درگذشته ۲۶ ژوئن ۲۰۱۷) کارآفرین، بازرگان و مدیر ارشد اجرایی هندی بود، که در سال ۱۹۶۸ شرکت لاپین را تأسیس نمود.